# Tamerlano (Vivaldi)
Il Tamerlano (auch Il Bajazet, RV 703) ist ein von Antonio Vivaldi zusammengestelltes Opern-Pasticcio (Originalbezeichnung: „Tragedia per musica“) in drei Akten mit einem Libretto von Agostino Piovene. Die Musik besteht aus Originalkompositionen Vivaldis, Stücken aus seinen älteren Opern sowie Arien von Geminiano Giacomelli, Johann Adolph Hasse und Riccardo Broschi. Die Uraufführung fand in der Karnevalsaison 1735 im Teatro Filarmonico in Verona statt.

## Handlung
Der türkische Sultan Bajazette (Bayezid I.) wurde vom Tartaren-Herrscher Tamerlano (Timur) besiegt und zusammen mit seiner Tochter Asteria gefangen genommen. Letztere liebt den griechischen Prinzen Andronico, einen Verbündeten Tamerlanos. Doch auch Tamerlano begehrt Asteria und löst ihretwegen seine Verlobung mit Irene, der Prinzessin von Trapezunt. Um Irene zu entschädigen, beschließt er, sie mit Andronico zu vermählen und den beiden die Herrschaft über das eroberte Byzanz zu überlassen. Bajazette ist zutiefst empört über dieses Verhalten. Er will seine Tochter unter keinen Umständen mit seinem Feind verheiratet wissen. Asteria wiederum fühlt sich von Andronico verraten, da sie glaubt, dass er mit dem Plan einverstanden ist. Von Bajazette unter Druck gesetzt, willigt sie schließlich in die Hochzeit ein – doch nur zum Schein, denn sie beabsichtigt, Tamerlano zuvor zu ermorden. Ihren ersten Anschlag gibt sie selbst auf, als sie von einem Zornesausbruch ihres Vaters getroffen wird. Einen zweiten Mordversuch vereitelt Irene. Angesichts der drohenden Demütigung seiner überführten Tochter tötet Bajazette sich selbst. Als daraufhin Irene und Andronico Tamerlano um Gnade für Asteria bitten, gibt dieser nach und sorgt für ein glückliches Ende: Andronico und Asteria dürfen heiraten und erhalten den Thron von Byzanz. Er selbst bekennt sich wieder zu Irene.

### Erster Akt
Lustgarten im Königspalast von Bursa, der Hauptstadt von Bithynien, besetzt von Tamerlano nach der Niederlage gegen die Türken
Szene 1. Tamerlanos Verbündeter Andronico gestattet dem gefangenen Bajazette einen Moment der Freiheit. Bajazette weiß das nicht zu schätzen – er zieht den Tod einem Leben in Gefangenschaft vor. Er weiß von der Liebe Andronicos zu seiner Tochter Asteria und unterstützt diese Verbindung (Arie Bajazette: „Del destin non dee lagnarsi“).
Szene 2. Andronico befürchtet, dass sich Bajazette etwas antun könnte. Daher bittet er seinen Vertrauten Idaspe, den Sultan nicht aus den Augen zu lassen. Idaspe weist Andronico darauf hin, dass er nach Bajazettes Tod Aussichten auf die Krone von Byzanz habe und Asteria dann noch würdiger erscheinen werde. Doch Andronico ist Asterias Wohlergehen wichtiger als seine eigene Macht. Idaspe hält seinem Freund einen Vortrag über die vergängliche Schönheit der Frauen (Arie Idaspe: „Nasce rosa lusinghiera“)
Szene 3. Tamerlano ernennt Andronico zum griechischen Kaiser. Statt nach Byzanz abzureisen, zieht es Andronico jedoch vor, bei Tamerlano zu bleiben, um von ihm das Kriegshandwerk zu lernen. Tamerlano stimmt zu. Er trägt Andronico auf, sich um Bajazette zu bemühen, um ihn zur Kooperation zu bewegen. Auch Tamerlano liebt nämlich dessen Tochter Asteria. Er will dazu seine Verlobung mit Irene auflösen und diese Andronico überlassen (Arie Tamerlano: „In sì torbida procella“).
Szene 4. Andronico gerät in einen Gewissenskonflikt zwischen seiner eigenen Liebe zu Asteria und seinen Verpflichtungen Tamerlano gegenüber (Arie Andronico: „Quel ciglio vezzosetto“ [ersetzt]).
Bewachte königliche Gemächer von Asteria und Bajazette
Szene 5. Asteria beklagt ihr Schicksal als Gefangene Tamerlanos. Selbst ihr Geliebter Andronico scheint nur noch an seine eigenen Machtgelüste zu denken.
Szene 6. Tamerlano erklärt Asteria seine Liebe und verspricht ihr und Bajazette die Freiheit, sofern sie sich einverstanden erklärt, ihn zu heiraten. Falls sie jedoch ablehne, werde sein Zorn sie und ihren Vater treffen. Andronico verhandele bereits mit Bajazette darüber. Die entsetzte Asteria kann nicht glauben, dass ihr Vater und ihr Geliebter damit einverstanden sind. Sie will vor ihrer Einwilligung mit Andronico sprechen. Tamerlano gesteht ihr Bedenkzeit zu (Arie Tamerlano: „Vedeste mai sul prato“).
Szene 7. Asteria fühlt sich von Andronico verraten.
Szene 8. Bajazette glüht geradezu vor Zorn über das Ansinnen Tamerlanos. Er teilt seiner Tochter mit, dass er es in ihrem Sinne zurückgewiesen habe. Asteria vermisst eine ebenso entschiedene Absage Andronicos, dem sie seinen Verrat vorwirft. Sie erkennt nicht, dass Andronico sie und ihren Vater lediglich vor dem Zorn Tamerlanos schützen will. Bajazette jedoch geht lieber in den Tod, als seine Tochter dem Feind auszuliefern.
Szene 9. Die heftig verstimmte Asteria verbietet Andronico, Tamerlano ihre Entscheidung mitzuteilen (Arie Asteria: „A chi fe giurasti un dì“ [fehlt] bzw. „Amare un’alma ingrata“).
Szene 10. Idaspe meldet Andronico die Ankunft Irenes. Tamerlano habe befohlen, dass er sie begrüßen solle, da er nun ihr Bräutigam sei. Idaspe rät ihm, sie freundlich zu behandeln, auch wenn er sie nicht heiraten wolle.
Szene 11. Irene ist empört, anstelle von ihrem Verlobten Tamerlano von Andronico und Idaspe empfangen zu werden. Die beiden teilen ihr Tamerlanos Pläne mit. Idaspe versucht sie damit zu beruhigen, dass Andronicos Reich zusammen mit dem ihrigen das von Tamerlano in den Schatten stellen werde. Da Irene sich jedoch nicht so leicht besänftigen lässt, rät ihr Andronico, sich als ihre eigene Botschafterin auszugeben, um inkognito bei Tamerlano um ihre Rechte zu kämpfen. Irene beschließt, diesem Plan zu folgen (Arie Irene: „Qual guerriero in campo armato“).
Szene 12. Obwohl Andronico von der Schönheit und dem Auftreten Irenes beeindruckt ist, kann er nicht ohne Asteria leben (Arie Andronico: „Destrier ch’all’armi usato“ [fehlt] bzw. „Non ho nel sen costanza“).

### Zweiter Akt
Landschaft mit dem Zelt Tamerlanos
Szene 1. Tamerlano dankt Andronico für seine vermeintlich erfolgreiche Vermittlung bei Asteria. Deren Vertraute Zaida habe ihm bestätigt, dass sie in die Heirat eingewilligt habe. Er ist sich sicher, dass auch Bajazette seine Meinung ändern werde, sobald er Asteria den Thron besteigen sieht.
Szene 2. Andronico versichert Idaspe, dass er Asteria noch immer liebe. Er glaubt, sie habe ihn verraten, und will sie mit ihrem Vater konfrontieren. Idaspe meint, dass dadurch Andronicos Tugend umso heller strahle (Arie Idaspe: „Anch’il mar par che sommerga“).
Szene 3. Asteria und Andronico machen sich gegenseitig Vorwürfe. Beide versuchen, einander ihre Motive zu erklären. Andronico verspricht, öffentlich gegen ihre Hochzeit mit Tamerlano einzutreten, auch wenn ihn das das Leben koste. Asteria glaubt ihm nicht (Arie Asteria: „Stringi le mie catene“).
Szene 4. Andronico klagt über den Verlust Asterias. Seine letzte Hoffnung ist die Entschlossenheit Bajazettes (Arie Andronico: „La sorte mia spietata“).
Das Zelt öffnet sich, und man sieht Tamerlano und Asteria auf Polstern sitzend
Szene 5. Irene betritt als ihre eigene Botschafterin verkleidet Tamerlanos Zelt. Schon dass er sie nur in Gegenwart Asterias anhören will, empört sie. Als Asteria darauf ihr Einverständnis zur Hochzeit mit Tamerlano gibt, ruft Irene aus, dass seine Hand bereits versprochen sei. Tamerlano entschuldigt seine Entscheidung damit, dass er Irene einen nicht weniger wertvollen Thron zuweise. Er erklärt, dass er Irene nur dann heiraten werde, wenn ihm Asteria nicht mehr gefalle (Arie Tamerlano: „Cruda sorte, avverso fato“ [ersetzt]).
Szene 6. Asteria versichert Irenes vermeintlicher Gesandten, dass sie keineswegs die Absicht habe, Tamerlano zu heiraten. Sie werde ihm schon zu missfallen wissen (Arie Asteria: „La cervetta timidetta“).
Szene 7. Idaspe verspricht Irene, Asteria im Auge zu behalten. Irene liebt Tamerlano noch immer (Arie Irene: „Sposa, son disprezzata“).
Szene 8. Bajazette erfährt zu seiner Bestürzung von Andronico, dass seine Tochter das Angebot seines Feindes Tamerlano angenommen hat (Arie Bajazette: „Dov’è la figlia“).
Feldlager mit einem Thron
Szene 9. Zur Hochzeitszeremonie haben Tamerlano und Asteria vor dem versammelten Heer auf dem Thron Platz genommen. Der zornige Bajazette unternimmt einen letzten Versuch, die Heirat zu verhindern. Er sei auch in Gefangenschaft immer noch Herr über seine Tochter. Tamerlano lässt sich nicht einschüchtern. Asteria zuliebe verzichtet er auf die Todesstrafe, verlangt jedoch die Unterwerfung Bajazettes. Asteria bittet ihren Vater um Verzeihung, kann ihm ihren eigentlichen Plan aber noch nicht offenbaren. Bajazette sagt sich von ihr los. Andronico schweigt.
Szene 10. Die zusammen mit Idaspe eingetroffene und immer noch verkleidete Irene besteht darauf, dass ihrer Herrin der Thron zustehe. Tamerlano erklärt, dass er Irene nur dann heiraten werde, wenn Asteria verzichte. Irene wirft Bajazette, Andronico und Tamerlano vor, Asteria im Stich zu lassen. Bajazette hält eine flammende Rede gegen seine Tochter, die er noch nach seinem Tod in ihren Träumen heimsuchen werde, um sie für ihren Verrat zu strafen. Erschüttert von diesen Worten steigt Asteria vom Thron herab und offenbart den Anwesenden ihren nun gescheiterten Plan: Sie hatte der Hochzeit nur zum Schein zugestimmt, um eine Gelegenheit zu erhalten, Tamerlano zu ermorden. Irene, Bajazette und Andronico loben sie für ihre Standhaftigkeit. Tamerlano verurteilt sie und ihren Vater zum Tod (Quartett Irene/Asteria/Tamerlano/Bajazette: „Sì crudel! Questo è l’amore“).

### Dritter Akt
Garten am Ufer des Flusses Euphrat
Szene 1. Bajazette gibt seiner Tochter Gift, mit dem sie sich töten will, falls Tamerlano ihr zu nahe kommen sollte. Er selbst will ihr beim ersten unglücklichen Vorzeichen in den Tod vorangehen oder folgen (Arie Bajazette: „Veder parmi, or che nel fondo“).
Szene 2. Asteria ist entschlossen, sich zu töten, um dem Tyrannen zu entgehen.
Szene 3. Tamerlano teilt Andronico mit, dass er Asteria trotz allem immer noch liebt. Andronico soll ihr ausrichten, dass er ihr vergebe und sie weiterhin heiraten wolle. Andronico weigert sich. Er nimmt all seinen Mut zusammen und offenbart Tamerlano seine eigene Liebe für Asteria. Er werde Tamerlanos Ansinnen nicht länger unterstützen. Asteria, die das Gespräch unbemerkt angehört hat, tritt hervor und bekennt sich zu Andronico. Der so gedemütigte Tamerlano beschließt, die Hinrichtung Bajazettes zu beschleunigen und Asteria mit seinem niedrigsten Sklaven zu verheiraten. Asteria fleht ihn auf den Knien an, ihren Vater nicht für ihre eigene Schuld büßen zu lassen.
Szene 4. Bajazette fordert seine Tochter auf, sich zu erheben. Sie dürfe sich nicht vor ihrem Feind demütigen. Tamerlanos Zorn kennt nun keine Grenzen mehr. Er befiehlt, Bajazette und Asteria in seinen Speisesaal zu bringen, wo Andronico Zeuge ihrer Demütigung werden soll (Arie Tamerlano: „Barbero traditor“).
Szene 5. Bajazette ist enttäuscht darüber, dass Asteria sich vor Tamerlano erniedrigt und Andronico nichts dagegen unternommen hat. Er versichert, dass er selbst mutiger handeln werde.
Szene 6. Asteria verabschiedet sich schmerzerfüllt von Andronico (Arie Asteria: „Qual furore, qual’ affanno“ [fehlt]).
Szene 7. Idaspe rät Andronico, von seiner Liebe zu Asteria abzulassen, da er sonst sowohl sie als auch seine Krone verlieren werde (Arie Idaspe: „D’ira e furor“ [ersetzt]).
Szene 8. Andronico bedeutet Asteria weitaus mehr als die Macht (Arie Andronico: „Spesso tra vaghe rose“).
Für die Tafel Tamerlanos vorbereiteter Saal mit der gesamten Garde
Szene 9. Tamerlano teilt Bajazette mit, dass er in Kürze das Urteil über ihn und Asteria verkünden werde.
Szene 10. Tamerlano befiehlt Asteria, die noch kurz zuvor selbst auf dem Thron gesessen hatte, ihn bei Tisch zu bedienen. Er lässt ihr dazu einen Kelch geben, in den Asteria heimlich das von ihrem Vater erhaltene Gift gießt.
Szene 11. Irene, die Asteria beobachtet hatte, warnt Tamerlano vor dem vergifteten Trank und gibt sich ihm zu erkennen. Asteria fordert Tamerlano auf, trotz Irenes Verdacht aus dem Kelch zu trinken, doch Tamerlano verlangt, dass sie oder ihr Vater vorkosten müsse. Asteria beschließt, das Gift selbst zu trinken. Andronico schlägt ihr den Becher aus der Hand. Tamerlano lässt sie festnehmen, um sie vor den Augen ihres Vaters den Sklaven auszuliefern. Bajazette entfernt sich empört (Arie Bajazette: „Verrò crudel spietato“).
Szene 12. Tamerlano bekennt sich wieder zu seiner Verlobung mit Irene, die ihrem Glück in einer Arie Ausdruck gibt (Arie Irene: „Son tortorella“ [ersetzt]).
Szene 13. Idaspe meldet, dass Bajazette Gift genommen habe und in Gegenwart Asterias im Sterben liege. Angesichts des Todes seines Feindes vergibt Tamerlano Andronico. Er besteht aber weiterhin auf einer Bestrafung Asterias.
Szene 14. Asteria verkündet den Tod ihres Vaters. Sie fordert Tamerlano verzweifelt auf, nun auch sie zu töten (Arie Asteria: „Svena, uccidi, abbatti, atterra“).
Szene 15. Irene und Andronico bitten Tamerlano um Erbarmen für Asteria. Dieser war bereits durch Bajazettes Tod und das Leid Asterias milde gestimmt. Er gestattet ihr und Andronico die Hochzeit und überlässt ihnen den Thron von Byzanz. Alle feiern den wiederhergestellten Frieden (Schlusschor: „Coronata di gigli e di rose“).

## Gestaltung

### Libretto
Nach dem Frieden von Karlowitz, durch den der Große Türkenkrieg 1699 mit einer Niederlage des Osmanischen Reichs endete, gewannen auch Türkenopern an Beliebtheit. Die erste Oper, die die Niederlage des Sultans Bayezid I. im Jahr 1402 thematisierte, wurde noch im selben Jahr in Italien aufgeführt. Im folgenden Jahrhundert entstanden noch ungefähr 50 weitere Opern zu diesem Thema.:46 Das beliebteste Libretto dazu schrieb Agostino Piovene für eine Oper von Francesco Gasparini, die 1711 in Venedig gegeben wurde. Es wurde im 18. Jahrhundert vielfach vertont. 
Als Grundlage für sein Pasticcio nutzte Vivaldi eine Fassung, die 1727 in Mailand mit Musik von Giovanni Antonio Giay gespielt worden war.:551 In den Rezitativen folgt er der Vorlage weitgehend. Die Arien dagegen übernahm er aus anderen Werken, wobei er die Texte persönlich oder mit Hilfe eines lokalen Dichters anpasste.:547 Lediglich die Texte dreier Arien (II.3, II.5 und III.11) und des Schlusschores stammen (teilweise leicht angepasst) aus der Fassung von 1727.:552

### Musik
Vivaldi plante den Tamerlano von vornherein als Pasticcio. Schon vor seiner Fassung hatte es andere Pasticci mit diesem Libretto gegeben.  Im Gegensatz zu seinen Pasticci Dorilla (1734) und Armida (1738) enthält der Tamerlano auch neukomponierte Musik Vivaldis. Vollständig neu sind außer einigen Arien auch alle Rezitative. Den Schlusschor, das Quartett am Ende des zweiten Akts und mindestens sieben Arien übernahm er aus eigenen früheren Werken. Die übrigen Arien stammen aus Opern von Geminiano Giacomelli, Johann Adolph Hasse und Riccardo Broschi. Auffällig ist, dass die Partien von Bajazette, Asteria und Idaspe ausschließlich Musik Vivaldis enthalten, während Andronico, Irene und Tamerlano (abgesehen von den Rezitativen, dem Quartett und dem Schlusschor) nur Werke anderer Autoren sangen. Die Sänger des Bajazette (Marcantonio Mareschi) und der Asteria (Anna Girò) gehörten zu Vivaldis Kernensemble. Ihnen sind auch die originellsten Szenen und Arien zugewiesen. Die Arien für den jungen Sänger des Idaspe (Giovanni Manzoli) waren zuvor von Marianino Nicolini und wahrscheinlich Cristoforo Rapparini gesungen worden.:551ff In dieser Art der Rollenverteilung ist auch eine gewisse Symbolkraft zu erkennen, da die positiver gestalteten Rollen (Bajazette, Asteria und Idaspe) Vivaldis eigene Musik erhielten und die übrigen (Tamerlano, Andronico und Irene) Musik im neapolitanischen Stil. Auch die beiden Titel der Oper (Bajazet im Manuskript Vivaldis, Tamerlano im gedruckten Libretto) mögen ähnlich zu deuten sein.:47f Alle Arien wählte Vivaldi passend für die jeweilige Situation und Person aus.:49
Zu den Höhepunkten der Oper gehören neben den Arien auch die großen rezitativischen Szenen der Hauptfiguren Bajazette und Asteria wie Bajazettes „Odi, perfida!“ (II.10), sein „Verrò crudel, spietato“ (III.11) oder Asterias „È morto, sì, tiranno“ (III.14).:50
Die Musik enthält eine ungewöhnlich große Zahl der schon damals altmodischen Continuo-Arien. Reinhard Strohm mutmaßte, dass dadurch Probenzeit eingespart werden sollte.

### Instrumentation
Die Orchesterbesetzung der Oper enthält die folgenden Instrumente:
- zwei Oboen
- zwei Trompeten
- zwei Hörner
- Streicher
- Basso continuo

### Musiknummern
Die Oper enthält die folgenden Musiknummern::736ff
Sinfonia
- Allegro, F-Dur, für zwei Hörner, Streicher und Basso continuo
- Andante molto, f-Moll, für zwei Violinen, Viola und Bass (ohne Cembalo)
- Allegro, F-Dur, für zwei Hörner, Streicher und Basso continuo

Erster Akt
- Szene 1. Bajazette, Andronico und Idaspe
  - Rezitativ: „Prence, lo sò: vi devo“
  - Arie (Bajazette): „Del destin non dee lagnarsi“
 Antonio Vivaldi, aus L’olimpiade (RV 725 I:5)
 Es-Dur, für zwei Violinen, Viola und Basso continuo
  - [Anhang] Arie (Bajazette): „Questa cara à voi confido“ 
 Allegro non molto, F-Dur, für Streicher und Basso continuo
- Szene 2. Andronico und Idaspe
  - Rezitativ: „Non si perda di vista“
  - Arie (Idaspe): „Nasce rosa lusinghiera“
 Antonio Vivaldi, aus Farnace oder Giustino (RV 711D III:4; RV 717 II:8)
 Andante molto, A-Dur, für Streicher und Bass (ohne Cembalo)
- Szene 3. Tamerlano und Andronico
  - Rezitativ: „Principe, or’ ora i Greci han posto in mio poter“
  - Arie (Tamerlano): „In sì torbida procella“
 Geminiano Giacomelli, aus Alessandro Severo
 A-Dur, für Streicher und Basso continuo
- Szene 4. Andronico allein
  - Rezitativ: „Il tartaro ama Asteria“
  - [fehlt] Arie (Andronico): „Quel ciglio vezzosetto“
 von Fabio Biondi ersetzt durch „Quanto posso a me fo schermo“ aus Vivaldis L’Atenaide[1]:60
- Szene 5. Asteria
  - Rezitativ: „Or sì fiero destino, che prigioniera io sono“
- Szene 6. Tamerlano und vorige
  - Rezitativ: „Non è più tempo, Asteria“
  - Arie (Tamerlano): „Vedeste mai sul prato“
 Johann Adolph Hasse, aus Siroe, re di Persia (RV 729B II:12; RV 735A I:15)
 Andante molto, B-Dur, für Streicher und Basso continuo
- Szene 7. Asteria allein
  - Rezitativ: „L’intesi, e pur non moro?“
- Szene 8. Bajazette, Andronico und vorige
  - Rezitativ: „Non ascolto più nulla“
- Szene 9. Asteria und Andronico
  - Rezitativ: „Asteria, non parlate?“
  - [fehlt] Arie (Asteria): „A chi fe giurasti un dì“
  - [Anhang] Arie (Asteria): „Amare un alma ingrata“
 Johann Adolph Hasse, aus Siroe, re di Persia
 Larghetto, Es-Dur / Adagio, für Streicher und Basso continuo
- Szene 10. Andronico und Idaspe
  - Rezitativ: „Udir non voglio à favellar d’Irene“
- Szene 11. Irene und vorige
  - Rezitativ: „Così la Sposa il Tamerlano accoglie?“
  - Arie (Irene): „Qual guerriero in campo armato“
 Riccardo Broschi, aus Idaspe
 Allegro, B-Dur, für Streicher und Basso continuo
- Szene 12. Andronico
  - Rezitativ: „È bella Irene, è ver“
  - [fehlt] Arie (Andronico): „Destrier ch’all’armi usato“
  - [Anhang] Arie (Andronico): „Non ho nel sen costanza“
 Geminiano Giacomelli, aus Adriano in Siria
 Adagio assai, D-Dur, für Streicher und Basso continuo

Zweiter Akt
- Szene 1. Tamerlano, Andronico und Idaspe
  - Rezitativ: „Amico, tengo un testimon fedele“
- Szene 2. Andronico und Idaspe
  - Rezitativ: „Sarete ora ostinato nell’amore d’Asteria?“
  - Arie (Idaspe): „Anch’il mar par che sommerga“
 Antonio Vivaldi, aus Semiramide (RV 733 II:9)
 C-Dur, für Streicher und Basso continuo
- Szene 3. Asteria und Andronico
  - Rezitativ: „Gloria, sdegno, ed amore“
  - Arie (Asteria): „Stringi le mie catene“
 Antonio Vivaldi, aus Semiramide (RV 718 I:4)
 Allegro non molto, A-Dur, für Streicher und Basso continuo
- Szene 4. Andronico
  - Rezitativ: „Ah disperato Andronico che pensi?“
  - Arie (Andronico): „La sorte mia spietata“
 Johann Adolph Hasse, aus Siroe, re di Persia
 G-Dur, für Streicher und Basso continuo
- Szene 5. Tamerlano, Asteria, Idaspe, dann Irene
  - Rezitativ: „Signor, Vergine illustre chiede accostarsi“
  - [fehlt] Arie (Tamerlano): „Cruda sorte, avverso fato“
 von Fabio Biondi ersetzt durch „Vincerà l’aspro mio fato“ aus Vivaldis Semiramide[1]:60
- Szene 6. Asteria, Irene und Idaspe
  - Rezitativ: „Senti chiunque tu sia“
  - Arie (Asteria): „La cervetta timidetta“
 Antonio Vivaldi, aus Giustino (RV 717 III:7; RV 733 III:4)
 Andante, Es-Dur, für zwei Violinen, Viola und Bass (ohne Cembalo)
- Szene 7. Irene und Idaspe
  - Rezitativ: „Gran cose espone Asteria“
  - Arie (Irene): „Sposa, son disprezzata“
 Geminiano Giacomelli, aus Merope
 Largo, f-Moll, für Streicher und Basso continuo
- Szene 8. Bajazette und Andronico
  - Rezitativ: „Dov’è mia figlia, Andronico?“
  - Arie (Bajazette): „Dov’è la figlia“
 Antonio Vivaldi, aus Motezuma (RV 723 III:10)
 Allegro, e-Moll, für Streicher und Basso continuo
  - [Anhang] Arie (Bajazette): „A suoi piedi Padre esangue“
 Allegro, G-Dur, für zwei Violinen, Viola und Basso continuo
- Szene 9. Tamerlano, Asteria, dann Bajazette, Andronico und Idaspe
  - Rezitativ: „Asteria, siamo al soglio“
- Szene 10. Irene und vorige
  - Rezitativ: „E per lei vengo ad impegnar quel posto“
  - Accompagnato-Rezitativ (Bajazette): „Fermati, ò donna, ch’a tu prò m’impegno […] Odi, perfida“
 für Streicher und Basso continuo
  - Rezitativ: „Padre, ferma. Sì fiacca è Asteria“
  - Quartett (Irene/Asteria/Tamerlano/Bajazette) „Sì crudel! Questo è l’amore“
 Antonio Vivaldi, aus Farnace
Allegro, Es-Dur, für Streicher und Basso continuo

Dritter Akt
- Szene 1. Bajazette und Asteria
  - Rezitativ: „Figlia, siam rei; Io di schernito sdegno“
  - Arie (Bajazette): „Veder parmi, or che nel fondo“
 Antonio Vivaldi, aus Farnace (RV 711 DG II:12)
 C-Dur, für Streicher und Basso continuo
- Szene 2. Asteria
  - Rezitativ: „Per togliermi a un tiranno“
- Szene 3. Tamerlano, Andronico, Asteria und Idaspe
  - Rezitativ: „Andronico, il mio amore“
- Szene 4. Bajazette und vorige
  - Rezitativ: „Come, Asteria, tu à piè del Tamerlano“
  - Arie (Tamerlano): „Barbero traditor“
 Antonio Vivaldi, für Tamerlano (RV 726 I:11)
 Presto, F-Dur, für Streicher und Basso continuo
- Szene 5. Bajazette, Asteria, Andronico und Idaspe
  - Rezitativ: „Figlia, con atto vil tutta perdesti“
- Szene 6. Asteria, Andronico und Idaspe
  - Rezitativ: „Asteria, all’or, ch’andaste Regina al soglio“
  - [fehlt] Arie (Asteria): „Qual furore, qual’ affanno“
- Szene 7. Andronico und Idaspe
  - Rezitativ: „Prence, pensaste ancora“
  - [fehlt] Arie (Idaspe): „D’ira e furor armato“
 von Thomas Leininger ergänzt[8]
- Szene 8. Andronico
  - Rezitativ: „Lascierò di regnare“
  - Arie (Andronico): „Spesso tra vaghe rose“
 Johann Adolph Hasse, aus Siroe, re di Persia
Allegro assai, F-Dur, Streicher und Basso continuo
- Szene 9. Tamerlano, Bajazette, Andronico, Idaspe, dann Irene
  - Rezitativ: „Eccoti, Bajazette, dell’angusto ritiro“
- Szene 10. Asteria und vorige
  - Rezitativ: „Eccomi, che si chiede?“
- Szene 11. Irene und vorige
  - Rezitativ: „Tamerlan, ferma il sorso“
  - Arie (Bajazette): „Verrò crudel spietato“
 Antonio Vivaldi, für Tamerlano
Allegro molto, d-Moll, für zwei Violinen, Viola und Basso continuo
- Szene 12. Bajazette geht, die vorigen bleiben
  - Rezitativ: „Signor fra tante cure“
  - [fehlt] Arie (Irene): „Son tortorella“
 von Fabio Biondi ersetzt durch „La rondinella ch’a noi s’en viene“ aus Vivaldis Rosmira[1]:60[A 4]
- Szene 13. Idaspe und vorige
  - Rezitativ: „Signore, Bajazette hà bevuto il veleno“
- Szene 14. Asteria und vorige
  - Accompagnato-Rezitativ (Asteria): „È morto, sì, Tiranno“
 Antonio Vivaldi, für Tamerlano[A 5]
  - Arie (Asteria): „Svena, uccidi, abbatti, atterra“
 Antonio Vivaldi, für Tamerlano[A 5]
 Presto, f-Moll, für Streicher und Basso continuo
- Szene 15.
  - Rezitativ: „Deh, tu cauto la siegui, e la difendi“
  - Schlusschor: „Coronata di gigli e di rose“
 Antonio Vivaldi, aus Farnace (RV 711D III:13)
 D-Dur, für zwei Oboen, zwei Trompeten, Streicher und Basso continuo

## Werkgeschichte
Die Opernkultur Venedigs befand sich um 1730 auf dem absteigenden Gleis. Die neapolitanische Oper hatte ihr den Rang abgenommen, und Komponisten wie Johann Adolph Hasse, Leonardo Leo oder Leonardo Vinci sowie die Kastraten-Sänger Farinelli, Caffarelli oder Carestini feierten ihre Triumphe andernorts. Auch Venedig wandte sich nun diesen neuen Stars zu und vernachlässigte seine eigene Musiktradition. Vivaldi verließ daraufhin seine Heimatstadt, um seine Werke anderswo in Norditalien aufzuführen. 1732 wurde in Verona das Teatro Filarmonico mit seiner Oper La fida ninfa eröffnet – die Pläne des aufwändigen Baus stammten von dem bekannte Architekten und Bühnenbildner Francesco Galli da Bibiena. 1734 wurde Vivaldi offiziell Impresario und Komponist dieses Hauses. Für seine erste Saison zum Karneval 1735 sah er neben seiner vollständig neu komponierten Oper Adelaide auch das Pasticcio Tamerlano vor. Beide Werke haben einen politischen Hintergrund. Während es sich bei Adelaide um einen Lobpreis der Freiheit Italiens handelt, geht es in Tamerlano um Widerstand gegen einen Aggressor.:42ff
Vivaldis teilautographe Partitur – an ihr wirkten mindestens neun Kopisten mit – trug ursprünglich den Titel Il Bajazet. Das Libretto wurde dagegen unter dem Titel Il Tamerlano herausgegeben. Letzteres gilt daher als endgültiger Name der Oper.:551 Dennoch verwenden moderne Aufführungen und Aufnahmen auch den Titel Bajazet.
Das Bühnenbild der Uraufführung stammte von Francesco Galli da Bibiena und seinen Assistenten Giovanni Antonio Paglia und Michel Angelo Spada. Die insgesamt zehn Bilder – üblich waren zu dieser Zeit nicht mehr als sechs – wurden allesamt auch in anderen Produktionen genutzt. Die Kostüme stammten von dem venezianischen Betrieb Natale Canzianis. Für die Tänze war die Ballettkompanie Petrillo Gugliantinis zuständig. Die Rolle des Bajazette war wahrscheinlich ursprünglich für den Bassbariton Francesco Maria Venturini vorgesehen, wurde dann aber vom Tenor oder Bariton Marcantonio Mareschi übernommen. Vivaldi ersetzte dafür seine beiden in F notierten Arien „Questa cara à voi confido“ (I.1) und „A suoi piedi Padre esangue“ (II.8) durch zwei Arien im Tenorschlüssel, „Del destin non dee lagnarsi“ bzw. „Dov’è la figlia?“. In den weiteren Rollen sangen die schon bejahrte Altistin Maria Maddalena Pieri (Tamerlano), die Mezzosopranistin Anna Girò (Asteria), die Sopranistin Margherita Giacomazzi (Irene) sowie die beiden Sopran-Kastraten Pietro Morigi (Andronico) und Giovanni Manzoli (Idaspe).:547f:54 Vermutlich um den hohen Rang seiner Künstler zu demonstrieren, wies er ihnen im Tamerlano Arien zu, die ursprünglich für die berühmten Sänger Farinelli und Vittoria Tesi komponiert worden waren.:552 Farinelli-Arien erhielten Morigi (Andronico) und Giacomazzi (Irene), während Pieri (Tamerlano) Arien aus dem Repertoire der Tesi zu singen bekam.:554f
Die Partitur ist nur unvollständig erhalten. Einige Arien waren von den Kopisten separat gebunden worden und gingen im Lauf der Zeit verloren. Andere tauschte Vivaldi nachträglich aus.:553f Drei der verlorenen Arien ersetzte Fabio Biondi in seiner Aufnahme durch dramaturgisch passende: Andronicos „Quel ciglio vezzosetto“ (I.4), Tamerlanos „Cruda sorte, avverso fato“ (II.5) und Irenes „Son tortorella“ (III.8).:57ff
Der Musikwissenschaftler Bernardo Ticci erstellte 2019 eine kritische Ausgabe, auf deren Grundlage der Dirigent Ottavio Dantone eine Neueinspielung vorlegte.

## Aufnahmen
- 10.–15. April 2004 – Fabio Biondi (Dirigent), Europa Galante.
 David Daniels (Tamerlano), Ildebrando D’Arcangelo (Bajazette), Marijana Mijanovic (Asteria), Elīna Garanča (Andronico), Vivica Genaux (Irene), Patricia Ciofi (Idaspe).
 ECHO Klassik als „Operneinspielung des Jahres“ der Kategorie „Oper 17./18. Jahrhundert“.
 Auszeichnung als „Best Opera“ bei den Midem Classical Awards 2006.
 Auszeichnung der Académie du Disque Lyrique.
 Nominiert für die Grammy Awards 2006.
 Studio-Aufnahme.
 Virgin/Emi 54576 2 (2 CD).[13]:22102[14]
- 21. Januar 2006 – Fabio Biondi (Dirigent), Europa Galante.
 Wilke te Brummelstroete (Tamerlano), Christian Senn (Bajazette), Marina de Liso (Asteria), Manuela Custer (Andronico), Vivica Genaux (Irene), Elisabetta Scano (Idaspe).
 Live, konzertant aus Wien.[13]:22103
- 25. Juli 2006 – Fabio Biondi (Dirigent), David Livermore (Inszenierung), Europa Galante.
 Romina Basso (Tamerlano), Sax Nicosia (Tamerlano, Darsteller), Christian Senn (Bajazette), Marina de Liso (Asteria), Lucia Cirillo (Andronico), Vivica Genaux (Irene), Maria Grazia Schiavo (Idaspe), Marc Labonnette (Cadmus).
 live aus Montpellier.[13]:22104
- 5. Juli 2015 – Erin Helyard (Dirigent), Orchestra of the Antipodes.
 Christopher Lowrey (Tamerlano), Hadleigh Adams (Bajazette), Emily Edmonds (Asteria), Russell Harcourt (Andronico), Helen Sherman (Irene), Sara Macliver (Idaspe).
 Produktion der Pinchgut Opera, live aus der City Recital Hall, Angel Place.
 Radio-Sendung auf ABC Classic FM.[15]
- 23. Juli 2016 – Thibault Noally (Dirigent), Ensemble Les Accents.
 David DQ Lee (Tamerlano), Florian Sempey (Bajazette), Anthéa Pichanick (Asteria), Léa Desandre (Andronico), Blandine Staskiewicz (Irene), Anna Kasyan (Idaspe).
 Live vom Festival de Beaune 2016.
 Radio-Sendung auf France Musique.[16]
- 2020 – Ottavio Dantone (Dirigent), Accademia Bizantina.
 Filippo Mineccia (Tamerlano), Bruno Taddia (Bajazette), Delphine Galou (Asteria), Marina de Liso (Andronico), Sophie Rennert (Irene), Arianna Vendittelli (Idaspe).
 Nach der kritischen Ausgabe von Bernardo Ticci mit Variationen von Ottavio Dantone.
 Naïve Vivaldi Edition Vol. 65.[12]
- 23. Oktober 2021 – Wolfgang Katschner (Dirigent), Staatsphilharmonie Nürnberg.
 David DQ Lee (Tamerlano), Thomas Götz (Bajazette), Almerija Delic (Asteria), Nian Wang (Andronico), Julia Grüter (Irene), Maria Ladurner (Idaspe).
 Live aus dem Staatstheater Nürnberg.
 Radioübertragung auf BR-Klassik.[17]
- 12. Februar 2022 – Peter Whelan (Dirigent), Irish Baroque Orchestra.
 Francesco Giusti (Tamerlano), Gianluca Margheri (Bajazette), Niamh O’Sullivan (Asteria), Eric Jurenas (Andronico), Rachel Kelly (Irene), Aoife Miskelly (Idaspe).
 Live aus dem Royal Opera House London.
 Radioübertragung auf hr2-kultur.[18]